# خانه ملا محسن فیض کاشانی
خانه ملا محسن فیض کاشانی مربوط به دوره پهلوی است و در شهرستان کاشان، بخش قمصر، شهر قمصر، خیابان شهید مطهری، کوچه مسجد بارقان واقع شده و این اثر در تاریخ ۱۶ دی ۱۳۸۷ با شمارهٔ ثبت ۲۴۴۵۱ به‌عنوان یکی از آثار ملی ایران به ثبت رسیده است.